# Вестергор, Гаральд Людвиг
Гаральд Людвиг Вестергор (дат. Harald Ludvig Westergaard; 19 апреля 1853, Копенгаген — 13 декабря 1936, Копенгаген) — датский математик, статистик, экономист и демограф; профессор Копенгагенского университета (с 1882 года).

## Биография
Гаральд Людвиг Вестергор родился 19 апреля 1853 года в городе Копенгагене в семье датского востоковеда Нильса Людвига Вестергора (1815—1878). За исключением периода обучения в Англии и Германии в 1877–1878 гг., прожил в родном городе всю свою жизнь. Его предметом в Копенгагенском университете была математика, но он заинтересовался экономикой и, находясь в Англии, познакомился с Уильямом Стэнли Джевонсом. В 1879 году, в предисловии ко второму изданию «Теории политической экономии» Джевонс ссылается на математические предложения Вестергора. Однако после этого впечатляющего дебюта Вестергорд, похоже, не внёс существенного вклада в математическую экономику.

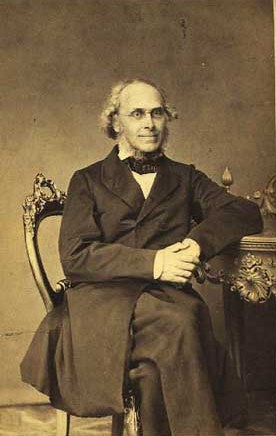
Вестергор, Нильс Людвиг (отец)

В 1880-1882 годах Вестергор работал в датском страховом управлении и заинтересовался демографией. Международная известность пришла к нему в начале 1880-х годов после публикации книги «Die Lehre von der Mortalität und Morbilität». Эта работа принесла ему золотую медаль Копенгагенского университета, а в 1883 году он был назначен лектором. В 1886 году в возрасте 33 лет он стал профессором и руководил кафедрой до самого выхода на пенсию в 1924 году.
Автор курса: «Die Grundzüge der Theorie der Statistik» (Йена, 1890) и других разнообразных по содержанию работ. 
Вестергор интересовался приложением математического метода к политической экономии и статистике. По своим воззрениям он был близок к Вильгельму Лексису.
Последняя крупная работа Вестергаарда «Вклад в историю статистики» (1932) описывает историю экономической статистики до конца XIX века. Статистическая теория, будь то теория Лапласа или Пирсона, обсуждается, но ей отводится второстепенное место. Во введении Вестергаард замечает: «Долгое время... исчисление вероятностей оказывало меньшее влияние на статистику, чем можно было бы ожидать, авторы ограничивались абстрактными теориями, которые имели мало или вообще ничего общего с реальностью».
Гаральд Людвиг Вестергор умер 13 декабря 1936 года в Копенгагене. Некролог в журнале Королевского статистического общества Лондона начинается словами: «С [его] смертью Европа потеряла своего ведущего статистика» и заканчивается так: «Здесь не место подробно писать о его личном обаянии, отмеченном простотой, отзывчивостью и дружелюбием; но именно это, а также его интеллект обеспечили ему уникальное место в обществе экономистов и статистиков».
Заслуги учёного были отмечены несколькими правительственными наградами.